# Sept Tribus slaves

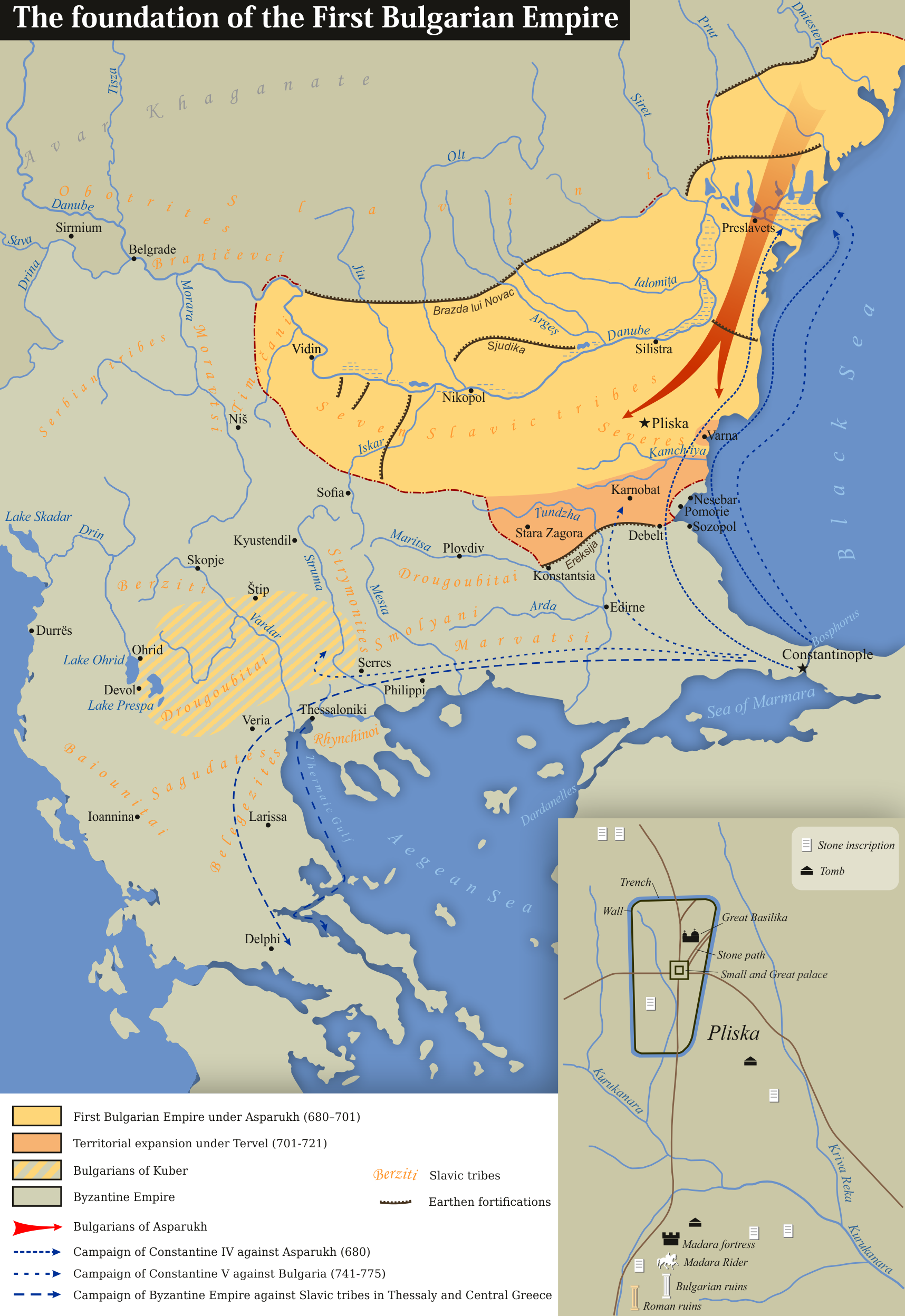
Territoire des Sept Tribus slaves

Les Sept Tribus slaves (bulgare : Седем славянски племена [Sedem slavyanski plemena]) étaient une union tribale slave de la plaine danubienne formée vers le milieu du VIIe siècle ; première organisation politique des Slaves de la péninsule Balkanique, elle prendra part, aux côtés des Proto-Bulgares et peut-être aussi des Séverianes, à la formation du premier Empire bulgare.

## Histoire
Au début du VIIe siècle, de nombreux groupes de Slaves traversent le Danube et envahissent les terres de la Bulgarie actuelle. Pour se protéger des Avars et des Byzantins, les différentes tribus slaves s'unissent en une confédération — l'Union des « Sept Tribus » — et s'installent définitivement sur le territoire compris entre le Danube et le Rhodope, occupant aussi bien la plaine danubienne que les villes, en partie désertées par leurs habitants.
Dans les années 670, un peuple de cavaliers nomades venus d'Asie centrale, les Proto-Bulgares, traverse le Danube et impose sa domination aux Sept Tribus. Théophane le Confesseur écrira que les Bulgares sont devenus maîtres des Slaves. L'Union des Sept Tribus dû reconnaître la souveraineté du Khan bulgare Asparoukh et se verra imposer un tribut en nature avant de prendre sa place dans l'État bulgare qui se constitue. Au cours de l'été 680, les cavaliers bulgares et les fantassins slaves remportent, à la bataille d'Ongal, une grande victoire sur les troupes byzantines dirigées par l'empereur Constantin IV.
À la fin du VIIe siècle, les Sept Tribus furent assignées à la défense de la frontière ouest et nord-ouest du Khanat bulgare nouvellement créé contre les raids des Avars, ainsi qu'à la défense des cols des montagnes balkaniques, tandis que les Séverianes s'occuperaient de la surveillance de la partie orientale des montagnes.
Les Sept Tribus slaves ainsi que d'autres tribus slaves de l'Empire bulgare formeront progressivement un nouveau peuple slave du sud dans lequel se fonderont les Proto-Bulgares eux-mêmes, minoritaires dans leur empire. Ces derniers, christianisés sous le règne de Boris Ier (852–889), se slaviseront peu à peu et seront assimilés par la masse slave majoritaire. Cependant, les Slaves adopteront le nom glorieux de leurs conquérants et maîtres et prendront le nom de « Bulgares ».